# Laurent Verge
 (avril 2020).
 (avril 2020).
Si vous disposez d'ouvrages ou d'articles de référence ou si vous connaissez des sites web de qualité traitant du thème abordé ici, merci de compléter l'article en donnant les références utiles à sa vérifiabilité et en les liant à la section « Notes et références ».
Pas d'image ? Cliquez ici

a Compétitions nationales et continentales officielles uniquement.

b Matchs officiels uniquement.
Laurent Verge né le 21 octobre 1965, est un joueur international français de rugby à XV, il a joué l’essentiel de sa carrière au CA Bègles ou il jouait pilier avec comme coéquipiers les « Rapetous », surnom donnée à la première ligne formée de Philippe Gimbert, Vincent Moscato et Serge Simon.

## Clubs successifs
- Club athlétique Bordeaux Bègles Gironde
- Union sportive testerine

## Palmarès
- Championnat de France de première division :
  - Champion (1) : 1991
- Challenge Yves du Manoir :
  - Finaliste (1) : 1991
- 1 sélection en équipe de France contre l’équipe de Roumanie le 20 mai 1993.